# الزياطة (إب)

تعديل مصدري - تعديل

الزياطة محلة تابعة لقرية الجاح، التابعة لعزلة ميتم بمديرية إب إحدى مديريات محافظة إب في الجمهورية اليمنية.، بلغ تعداد سكانها 146 حسب تعداد اليمن لعام 2004.